# Margiris Normantas
Margiris Normantas (Vilnius, 27 ottobre 1996) è un cestista lituano.

## Palmarès
- Campionato lituano: 2

Rytas: 2021-2022, 2023-2024
- Coppa di Lituania: 1

Lietuvos rytas: 2018-2019